# Will Davison

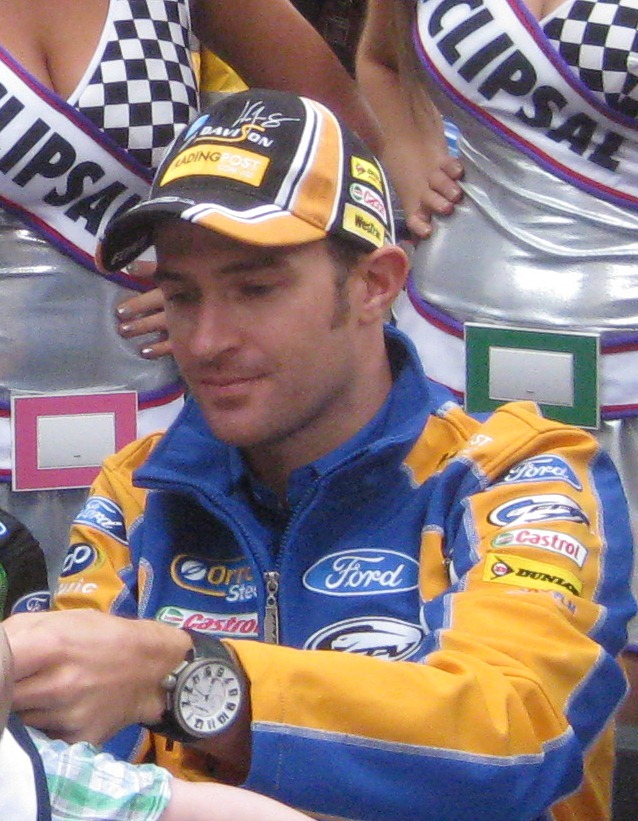
Will Davison 2012

Will Davison (* 30. August 1982 in Melbourne) ist ein australischer Automobilrennfahrer. Er ist der jüngere Bruder von Alex Davison und der Cousin von James Davison.

## Karriere
Davison begann seine Karriere im Kartsport, wo er 1995 bis 1999 aktiv war. In den Jahren 2000 und 2001 fuhr er in der australischen Formel Ford, deren Gesamtwertung er 2001 gewann. Danach wechselte Davison nach Großbritannien und erreichte 2002 in der Britischen Formel Renault den vierten Platz.
Nach zwei weiteren Jahren in Großbritannien, wo er in der Britischen Formel-3-Meisterschaft die Plätze acht und 13 in der Gesamtwertung erreichte, wechselte er zurück nach Australien. Dort nahm er 2005 am A1 Grand Prix teil. Seit 2006 tritt Davison bei den V8 Supercars an.